# 横带新鼬鳚
横带新鼬鳚（学名：Neobythites fasciatus）为蛇鳚科新鼬鳚属的鱼类。分布于菲律宾吕宋岛南侧八打雁湾底为熔岩及砾石的海区、和日本本州南部三崎以南等海域以及台湾东北及西南较深海区等，属于西北太平洋水深约391米上下的深海底层鱼类。该物种的模式产地在吕宋岛Batangas湾。
它体长可达16.1公分。

## 扩展阅读
維基物種上的相關：横带新鼬鳚